# Martano
Martano est une commune italienne d'environ 9 000 habitants située dans la province de Lecce dans la région des Pouilles dans le sud de l'Italie.

## Monuments et patrimoine
- Le Parc archéologique d'Apigliano

## Administration

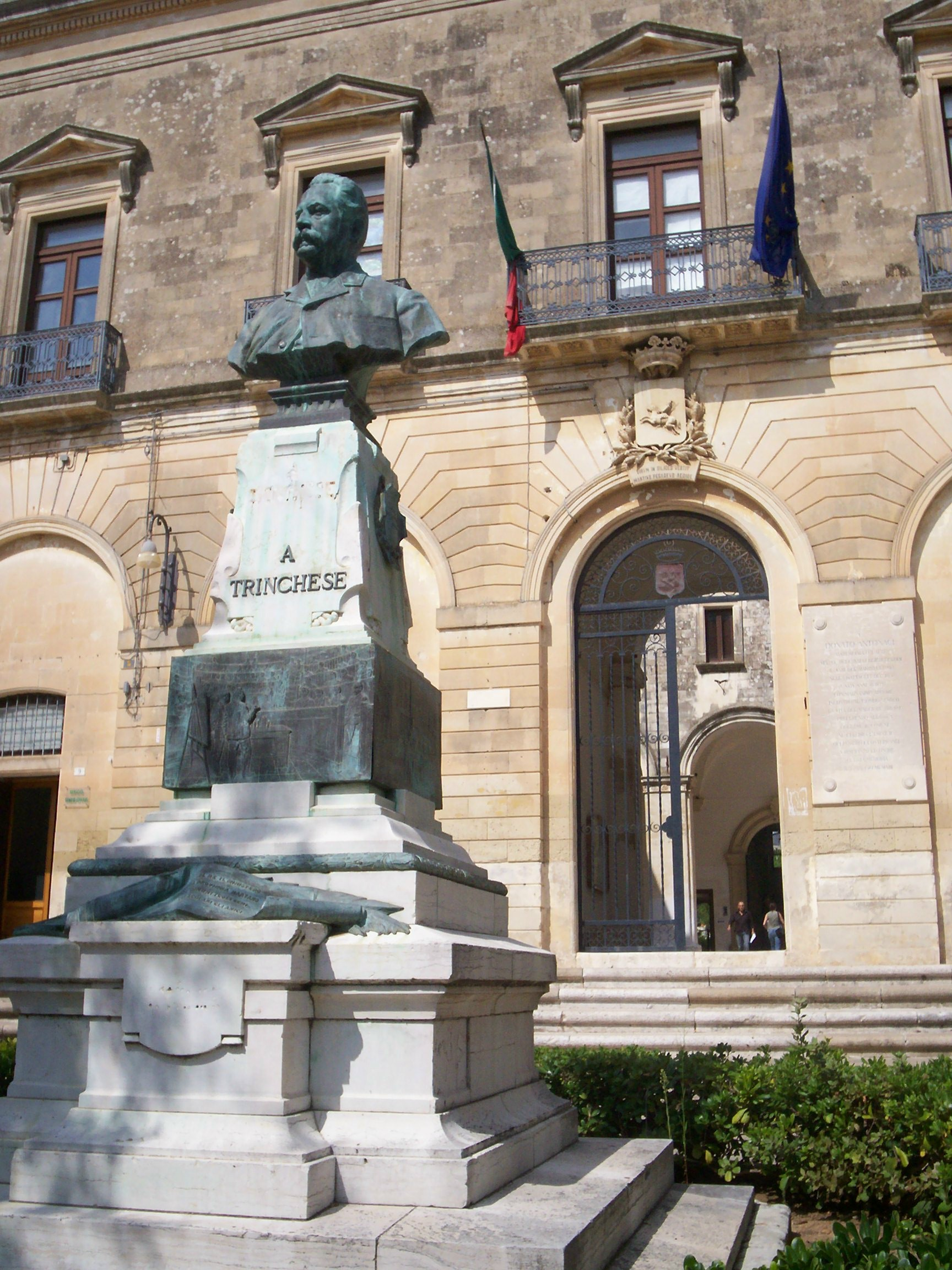
Mairie avec le monument de Salvatore Trinchese

| Période                                  | Période          | Identité           | Étiquette | Qualité     |
| ---------------------------------------- | ---------------- | ------------------ | --------- | ----------- |
| avril 1993                               | 14 novembre 1993 | Salvatore Nuzzachi |           | Commissaire |
| 14 novembre 1993                         | 27 mai 2002      | Vincenzo Saracino  |           | Maire       |
| 27 mai 2002                              | 28 mai 2007      | Pasquale Conte     |           | Maire       |
| 29 mai 2007                              | 13 janvier 2010  | Antonio Micaglio   |           | Maire       |
| 13 janvier 2010                          | 30 mars 2010     | Claudio Sergi      |           | Commissaire |
| 30 mars 2010                             | 1er juin 2015    | Massimo Coricciati |           | Maire       |
| 1er juin 2015                            | en cours         | Fabio Tarantino    |           | Maire       |
| Les données manquantes sont à compléter. |                  |                    |           |             |

### Communes limitrophes
Calimera, Carpignano Salentino, Castrignano de' Greci, Corigliano d'Otranto, Zollino

### Évolution démographique
Habitants recensés